# The Collector
The Collector – amerykański horror z 2009 roku.

## Opis fabuły
Film przedstawia historię byłego skazańca Arkina, który chcąc spłacić dług wobec byłej żony postanawia obrabować dom należący do swojego nowego pracodawcy. Na nieszczęście Arkina, chrapkę na dom i rodzinę ma o wiele większy wróg zwany Kolekcjonerem. Arkin wpada w pułapkę zastawioną przez zamaskowanego Kolekcjonera i teraz będzie musiał uratować siebie i rodzinę, którą chciał obrabować.

## Obsada
- Josh Stewart - Arkin O’Brien
- Michael Reilly Burke - Michael Chase
- Andrea Roth - Victoria Chase
- Juan Fernández - Kolekcjoner
- Karley Scott Collins - Hannah Chase
- Daniella Alonso - Lisa
- Haley Pullos - Cindy
- William Prael - Larry Wharton
- Diane Ayala Goldner - Gena Wharton
- Alex Feldman - Chad
- Madeline Zima - Jill Chase
- Robert Wisdom - Roy
- Krystal Mayo - tancerka
- Michael Showers - zastępca szeryfa
- Bill Stinchcomb - stały klient baru
- Eric Kelly McFarland - strażak
- Jabari Thomas - medyk
- Hiro Koda - Medyk 2
- Colvin Roberson - kierowca Roya / ochroniarz